# Tauler de tallar

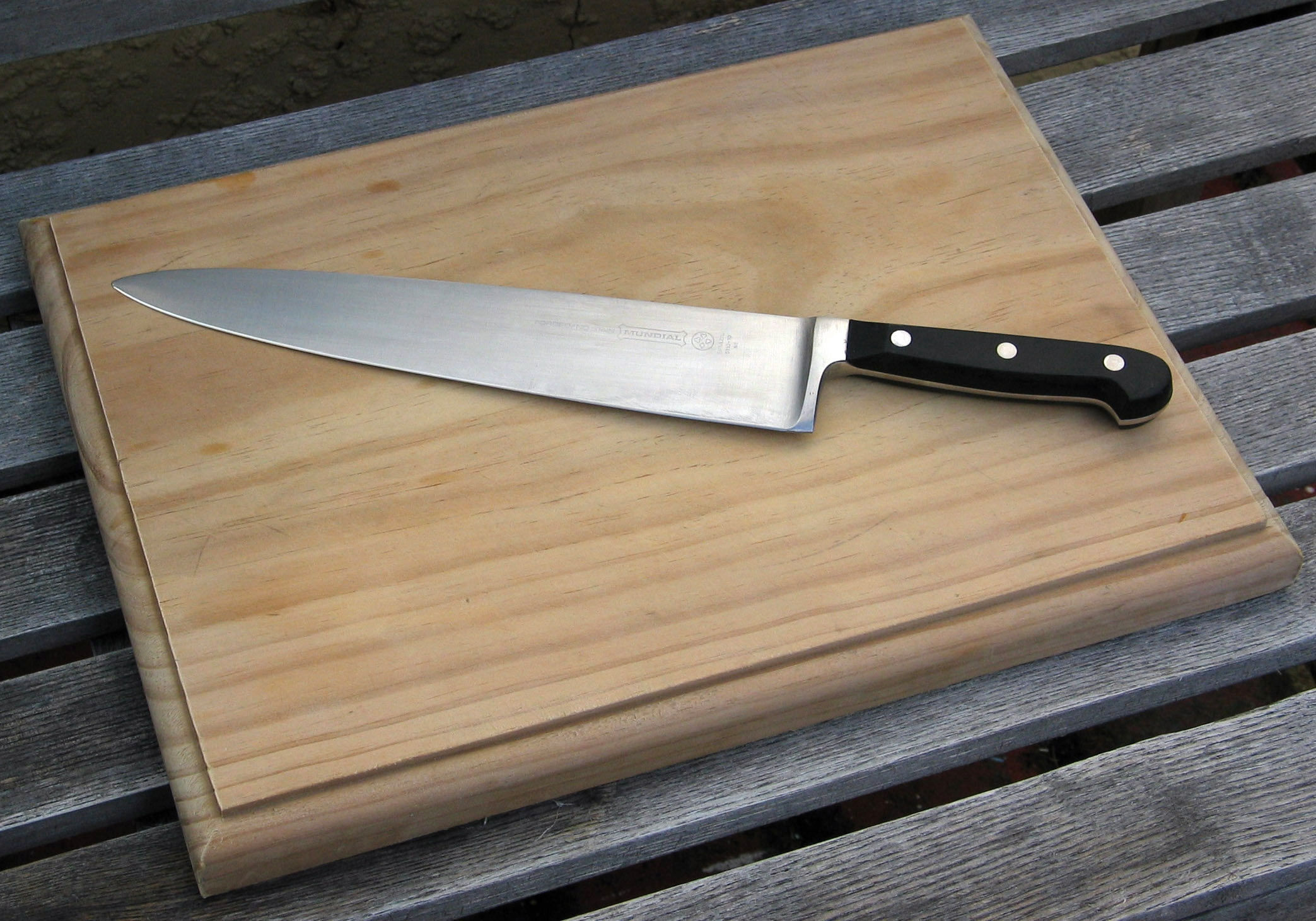
Ganivet de cuina reposant sobre un tauler de tallar de fusta.

El tauler de tallar, post de tallar o tallador és un estri pla emprat a la cuina exclusivament en les operacions de tallada i capolada d'aliments. Sol ser de fusta o plàstic i la missió que compleix és doble: proporcionar una superfície plana, segura i homogènia per al tallament i llescament així com un element segur per al mobiliari de cuina. S'empra com a suport de tall de diferents verdures i especejament de carns i peixos.

## Cures i higiene
El tauler de tallar requereix unes cures higièniques especials, com que és un instrument de cuina pel qual passen diversos aliments. Per això convé tenir-lo constantment el més sec possible (sobretot en els plecs) perquè no barregi sabors ni sigui un punt de propagació de bacteris, raó per la qual:
- Ha de ser netejat de tant en tant amb una dissolució de lleixiu.
- Si és un tauler de fusta, s'aconsella de tant en tant d'emprar algun oli vegetal perquè tapi els porus.